# Kundregister
Med kundregister avses i regel ett företags eller verksamhets förteckning över kunder och andra förbindelser som är av vikt för dess administration. Registret kan vara såväl en mindre manuell förteckning som ett omfattande register i digital form.
Man får behandla personuppgifter i ett kundregister utan den registrerades samtycke om det är nödvändigt för att kunna fullgöra ett avtal med den registrerade eller för att kunna utföra något som personen har begärt. Samma gäller för personer som har bett att fortlöpande få information samt kontaktpersoner hos kundföretag och leverantörer.
Någon information om hur personuppgifter kommer att behandlas behövs inte så länge uppgifter enbart används för normal kundadministration som kunden kan förvänta sig. Däri ingår till exempel att skicka reklam till kunder som företaget har ett etablerat kundförhållande med. Om man vill behandla uppgifterna för andra ändamål än kunderna antas känna till måste kunderna informeras om detta.
I en näringsverksamhet utgör ett internt hanterat/hemlighållet kundregister normalt en företagshemlighet enligt lagen om skydd för företagshemligheter (FHL).
Ett illegitimt angrepp på registret är därmed skadeståndsgrundande.
Ett vanligt exempel är när en anställd tar med sig kundregistret eller uppgifter därur från sin gamla anställning till sin nya vilket är otillåtet enligt FHL. Om angreppet har skett sedan anställningen upphörde, till exempel om man då bearbetar den förre arbetsgivarens kunder ur minnet, krävs dock "synnerliga skäl" för att skadeståndsskyldighet skall inträda.
Kriterier för synnerliga skäl kan vara att man vållat betydande skada, missbrukat någon form av dokumentation, haft en särskild förtroendeställning (till exempel chefsposition), förberett angreppet redan under pågående anställning och eller gjort något som i sammanhanget kan upplevas som särskilt stötande, utmanande eller klandervärt.
Eftersom FHL reglerar förhållanden i gränslandet mellan flera olika lagar är det fullt möjligt att den som, i en civilprocess, döms till skadestånd enligt FHL för att ha röjt och utnyttjat den förre arbetsgivarens kundregister även döms till straff, i ett brottmål, för trolöshet mot huvudman enligt brottsbalken 10 kap. 5 §. Alltsammans avseende samma händelseförlopp.
I förarbeten och praxis slås fast att det i princip inte får bli billigare att olagligen utnyttja en företagshemlighet än att lagligen köpa den. Detta torde således gälla även kundregister. I många fall torde dock bevissvårigheterna vara betydande.